# L'Insonne
L'Insonne è un fumetto italiano pubblicato nel formato bonellide a partire dal 1994, creato da Giuseppe Di Bernardo e Andrea J. Polidori.
L'Insonne è un thriller esoterico. La trama è una commistione di giallo e noir, con argomenti ricorrenti quali intrighi politici, occultismo e teoria della cospirazione, ma senza tralasciare temi più intimi e poetici della vita umana.

## Trama
Desdemona "Desdy" Metus, una giovane DJ di Radio Strega (una piccola radio privata di Firenze), è affetta da una inspiegabile forma di insonnia, probabilmente di origine traumatica, che sembra permetterle di percepire aspetti della realtà normalmente nascosti alle persone comuni. La trasmissione radiofonica notturna che conduce si intitola "L'Insonne" e, grazie ad essa, Desdemona entra in contatto con gli ascoltatori che spesso si dimostrano personaggi incredibili e misteriosi.
Il padre di Desdemona, Isaia Metus, sembra affiliato ad una strana setta esoterica di stampo massonico, La Fratellanza, in perenne lotta con una fazione avversa, la Loggia Nera. La protagonista del fumetto scoprirà con orrore che la lotta tra queste due società segrete sembra orbitare proprio intorno a lei, determinando moltissime vicende della sua vita.
Il fumetto tratta anche di misteri reali, come il Manoscritto Voynich, la Porta Alchemica di Roma, ma anche di altri fatti storici come l'armadio della vergogna o i crimini compiuti durante la guerra in Afganistan. 

## Storia editoriale
Nonostante la prima esperienza editoriale (sotto il marchio pressoché sconosciuto di B.B.D. Presse) si fosse fermata dopo appena tre numeri distribuiti in edicola, vennero stampati e pubblicati da diversi editori altri albi fuori collana, perlopiù distribuiti durante le varie manifestazioni del settore.
La perseveranza degli ideatori è stata premiata solo nel 2005, a più di dieci anni di distanza dalla prima uscita, quando l'allora emergente casa editrice Free Books accetta di pubblicare i nuovi episodi inediti all'interno della collana Thriller. La serie è composta di tredici episodi più alcuni speciali, ed ha vinto il premio ComicUS 2006 come miglior serie italiana. I testi sono di Giuseppe Di Bernardo e Francesco Matteuzzi, i disegni di Marco Checchetto, Andrea Fattori, Michela Da Sacco, Stefano Natali e altri disegnatori. Le copertine, inizialmente affidate a Giuseppe Palumbo, dal numero 6 passano a Marco Checchetto.
A seguito di reiterati ritardi nella pubblicazione degli albi, tuttavia, anche il sodalizio con Free Books si interrompe senza che si concluda il ciclo previsto dagli autori. Il testimone viene allora raccolto dalle Edizioni Arcadia, che terminano la serie pubblicando gli ultimi tre episodi. L'ennesimo numero 1 della serie è in realtà l'undicesimo del ciclo e viene pubblicato ad un anno di distanza dal numero 10 edito da Free Books.
Nel 2008 L'Insonne diventa anche un romanzo, scritto da Giuseppe Di Bernardo ed edito da Del Bucchia Editore, col titolo La lunga notte de L'Insonne. Il libro racconta di una notte a Radio Strega attraverso quindici racconti brevi legati insieme da una trama principale, una storia che ruota intorno alla protagonista. Il volume di 256 pagine è impreziosito dalle illustrazioni dei disegnatori della serie a fumetti e dalla prefazione di Carlo Lucarelli e Mauro Smocovich.
Da gennaio 2011 la serie prosegue sul web con brevi storie inedite principalmente scritte da Giuseppe Di Bernardo, Francesco Matteuzzi, Alessia Di Giovanni, Marisa Lo Zito, Francesco Polizzo, Marco Di Grazia e Andrea Gallo Lassere e disegnate da Alberto Gallo, Riccardo Innocenti, Andrea Meneghin, Luigi De Michele, Riccardo Nunziati, Rosario Raho, Matteo Tusa, Gianluca Cerritelli, Nicola Rubin, Paolo Antiga e altri disegnatori.
Da marzo 2013 le storie de L'Insonne, sono ospitate anche dalla testata giornalistica web StampToscana con storie brevi già edite in passato e altre future inedite, scritte da Giuseppe Di Bernardo, Andrea J. Polidori, Federico Marchionni e disegnate da Emanuela Lupacchino e Rosario Raho.
A luglio 2013 viene pubblicata in anteprima su Facebook una breve storia intitolata Lui, in cui Desdemona incontra Diabolik. L'episodio, scritto da Alberto Gallo e Paul Izzo, è disegnato da Alberto Gallo.
In occasione di Lucca Comics & Games 2014, Arcadia pubblica un albetto speciale per festeggiare i primi 20 anni di pubblicazione con 13 storie - di cui alcune inedite ed altre già pubblicate on line - firmate da un collettivo di autori, tra i quali Matteo Mazzacurati,

## Personaggi
- Desdemona "Desdy" Metus: vive a Firenze, dove condivide un appartamento in affitto con l'amica Brighitta. Afflitta da una persistente insonnia, probabilmente causata dalla misteriosa sparizione della madre quando era ancora bambina, Desdemona è la voce di Radio Strega attraverso il programma “L'Insonne”, grazie a cui viene a contatto con individui sorprendenti pronti a raccontare storie intriganti e misteriose. Desdemona, che sembra costruita sul modello degli speaker americani stile Wolfman Jack, apparsi in film come Talk Radio o Voci nella notte e del nostrano Jack Folla creato da Diego Cugia, affronta con coraggio e determinazione gli intrighi che avvolgono la storia italiana e, se ne ha modo, rivela i torti e le ingiustizie che molti vorrebbero tenere nascoste. Così facendo si è guadagnata la stima di molti, ma anche l'odio di molti di più.
- Isaia Metus: Professore all'università di Bologna, uomo coltissimo ed eccellente giocatore di scacchi, Isaia non ha un buon rapporto con la figlia Desdemona, che gli rimprovera le sue frequentazioni massoniche e i molti segreti taciuti sulla scomparsa della madre. Figlio naturale della zingara Zveza e adottivo del gerarca nazista Kurt Galler, Isaia ha per lungo tempo militato dentro la Loggia Nera, per poi fuoriuscire grazie all'amore per la moglie Amelie e la figlia Desdemona, passando dalla parte della Fratellanza. Insieme a Cibele, la più anziana delle "Tre Madri" al vertice della Loggia, ha stipulato una tregua tra i due schieramenti, grazie anche a documenti compromettenti che ha rubato con cui ricatta l'organizzazione esoterica, e che verrebbero resi noti nel caso lui morisse.
- Fabio Ballerini: regista de L'insonne, spesso affianca Desdemona nelle sue indagini private. Il simpatico Fabio, inguaribile dongiovanni e ragazzo pieno di risorse, è un valido aiuto per la trasmissione e per coloro che vi lavorano: inoltre è sempre pronto a mettersi nei guai per seguire Desdemona di cui è segretamente innamorato.
- Il Boss: Radio Strega può contare sull'infaticabile Boss, il burbero capo di Radio Strega. Ex pugile e accanito fumatore di sigari, il Boss, al secolo Piero Conti, fa del suo meglio per mandare avanti la baracca e per far sì che ogni notte i suoi ascoltatori siano in compagnia della calda voce amica di Desdemona.
- Brighitta: alternativa coinquilina di Desdemona simpaticissima e votata alle discipline orientali e ai cibi sani. Malgrado questo, soffre di disturbi dell'alimentazione.
- Fulvia: padrona di casa di Desdemona e fattucchiera, sempre pronta ad abbindolare i suoi clienti creduloni.
- Cronide: Vera antagonista di Desdemona, è evidentemente il suo complementare oscuro. Nipote di Cibele, figlia di Sarah, contemporaneamente nipote e figlia di Isaia (poiché è stata concepita con inseminazione artificiale), questa bellissima Lolita psicopatica ha una mente turbata da gravi manie di persecuzione, complessi di inferiorità e da un insanabile istinto omicida. Non si sa mai con certezza per chi lavori Cronide, se per sé stessa o per la Loggia Nera: di certo Sarah vorrebbe estrometterla dalla sua carica all'interno della triade per sostituirla con Desdemona, ma Cronide su questo non è molto d'accordo. Letale come un serpente velenoso e ammaliante come una sirena, questo giovane demonio è pronto a scivolare leggiadra tra le ombre per affondare il suo coltello nella gola di chi la ostacola.
- La Lupa: Sarah, detta "La Lupa" per la sua ferocia, è la figlia di Cibele e Isaia, e dirige la Tetrabank. All'interno della Loggia Nera prende tutte le decisioni più importanti. È una donna decisa e ambiziosa, pronta a tutto per arrivare al suo scopo, persino a sacrificare sua figlia Cronide, se si dovesse rivelare una mela marcia. Alla fine della serie scopriamo che Sarah ha avuto un altro figlio dal nome Iblis.
- Cibele: È la prima della triade delle madri della Loggia. In gioventù scelse Isaia per concepire Sarah, ma il suo cinismo spinse l'uomo a fuggire dall'organizzazione. Oggi Cibele riveste per lo più un ruolo di supporto della figlia Sarah detta La Lupa.
- Commissario Leone: Fedele amico di Desdemona (anche se vorrebbe diventare qualcosa di più...) e del team di Radio Strega. Deciso, onesto e incorruttibile, indaga sulle due organizzazioni antagoniste e sarà fondamentale nella felice conclusione della serie.
- La Loggia Nera: È un'organizzazione segreta che affonda le sue origini esoteriche nella mitologia etrusca, ed è guidata da una triade femminile (attualmente: Cibele, Sarah e Cronide) consacrata al culto di un oscuro demone femminile. Le tre madri seguono rigorosissimi rituali per essere certe di generare esclusivamente una discendenza femminile: eventuali figli maschi non possono salire al potere, e vengono di fatto allontanati (come è accaduto con Iblis, figlio di Sarah). La Tetrabank è una holding nel campo bancario e dell'informazione guidata da Sarah, e perciò dalla Loggia Nera. I suoi membri tengono stretti contatti con alte personalità della politica e dell'economia italiana, e anche con personaggi protagonisti di fatti tutt'altro che edificanti svoltisi ai tempi della Resistenza. Molti esponenti del mondo imprenditoriale e dello spettacolo sono affiliati alla Loggia: l'industriale Ermete Borgia, per esempio, usa la sua posizione elevata per fomentare sentimenti di tensione e minaccia, aiutato dal corrotto giornalista Manuel Matter (doppiogiochista, membro della Fratellanza ma in realtà fedele alla Loggia): in tal modo i due possono alimentare le proprie ambizioni economiche e di notorietà. In più occasioni la Tetrabank tenta di acquistare Radio Strega, per mettere al silenzio la voce del dissenso e controllare da vicino Desdemona ma Boss non dà loro partita vinta. La Loggia Nera organizza attentati terroristici per portare lo Stato alla deriva autoritaria, e approfittare del vuoto di potere per collocare nelle giuste posizioni uomini a lei fedeli. Le uova di basilisco sono l'arma ideale per tale scopo, minuscoli esplosivi nucleari in grado di radere al suolo un'intera città. La Loggia può persino manipolare aspiranti martiri per inserirli all'interno del loro corpo e trasformarli in detonatori umani. La Loggia Nera è specializzata nel manipolare fanatici, disperati o idealisti per compiere azioni criminali da cui trarrà vantaggio. Nel corso degli anni la Loggia ha intrecciato legami con il fondamentalismo islamico, con gli ecoterroristi e con varie piccole bande criminali, fornendo loro mezzi dichiarando di volerli aiutare, ma in realtà perseguendo i propri piani attraverso la loro manipolazione. La Loggia è anche legata al nazifascismo, come dimostra il fatto che il vecchissimo gerarca Kurt Galler e suo figlio Hans (fratellastro di Isaia) ne fanno parte. Nel mondo esistono numerose sette e organizzazioni segrete esoteriche, anche più potenti della Loggia, perciò quest'ultima aspira di compiacerle per poter entrare a far parte della Sinarchia mondiale che stanno costruendo. Per celare alla nazione i suoi numerosi scheletri nell'armadio, la Loggia non si fa scrupolo a eliminare chiunque la minacci. I suoi agenti, esperti nell'omicidio e nella dissimulazione, sono abili nel mascherare le loro esecuzioni come suicidi o morti accidentali. Hans, il fratellastro di Isaia, è il responsabile delle operazioni sul campo: in genere si muove sempre circondato da almeno una decina di agenti e, talvolta, è in compagnia anche della letale Cronide.
- La Fratellanza: La Fratellanza è un'organizzazione para-massonica che si oppone alla Loggia Nera. La sua rete di contatti è vasta e ramificata e i suoi metodi spesso non si distinguono granché da quelli spietati della Loggia. Nella fiction della serie a fumetti, La Fratellanza conta diverse basi segrete ubicate all'interno di palazzi storici di Bologna e Firenze: Villa Demidoff a Pratolino, Palazzo Pitti, Palazzo Vecchio e Il museo Stibbert a Firenze e Porta Saragozza a Bologna. La Fratellanza ha per molti anni coperto Isaia Metus, fuggito dalla Loggia Nera, e ha sfruttato le sue conoscenze per infliggere duri colpi all'organizzazione di Sarah. La Fratellanza rispetta una gerarchia che rimanda alle iniziazioni massoniche e segue fedelmente le profezie di Paracelso riguardo alla "Lacrima di luna", anche se il loro vero significato è spesso, volutamente o meno, travisato da coloro che le interpretano. La Lacrima di luna è una sostanza alchemica custodita da tempo immemorabile da una tribù di zingari, a cui apparteneva anche Zveza, la madre di Isaia. Gli effetti che provoca variano a seconda che la si esamini da un punto di vista esoterico o da uno strettamente scientifico; si pensa perciò che possa piegare lo spazio-tempo (ed, eventualmente, riportare chi la usa indietro di pochi attimi come di vari anni) oppure, secondo una visione più razionale, scatenerebbe infatti un'abnorme produzione di dimetiltriptamina (sarebbe infatti un allucinogeno alquanto potente). Di certo, chi ne entra in contatto si trova davanti a eventi spiacevoli o a visioni terrificanti. I nazisti la usavano come additivo per il funzionamento dei fliegender scheiben, i dischi volanti studiati come arma definitiva del Reich, insieme al Mercurio Rosso. Da molti ritenuto soltanto una favola, il Mercurio Rosso è un componente segreto che permette di realizzare ordigni nucleari di elevata potenza distruttiva, e persino armi nucleari a fissione potenziata. È una sostanza così rara, e praticamente impossibile da trovare in commercio, che da anni viene considerata una bufala ideata per ingannare i terroristi di tutto il mondo disposti a spendere grosse cifre per averla. La lacrima di luna, aggiunta al mercurio rosso, è in grado di aumentare notevolmente il già estremo potere distruttivo dell'esplosivo. Questa micidiale sostanza viene trasportata in recipienti detti, per tradizione alchemica, uova di basilisco. Un solo uovo, se subisce una sollecitazione sufficiente, è in grado di polverizzare mezza Roma.

## Ambientazione
L'ambientazione prevalente è la notte fiorentina, rappresentata a metà tra finzione a attualità. Ma l'azione non si limita al capoluogo toscano, spesso la protagonista è in trasferta a Bologna e Roma. In diverse occasioni la finzione si fonde con il panorama storico e di attualità allo scopo di essere integrato e valorizzato nell'economia della trama.

## Albi de L'Insonne

### Prima serie (BBD Presse / Fenix Srl)
| Nr. | Titolo              | Data di pubblicazione | Soggetto                                                       | Sceneggiatura                             | Disegni                             |
| --- | ------------------- | --------------------- | -------------------------------------------------------------- | ----------------------------------------- | ----------------------------------- |
| 0   | La bella e la morte | maggio 1994           | Giuseppe Di Bernardo / Andrea J. Polidori                      | Giuseppe Di Bernardo / Andrea J Polidori  | Marco Nizzoli                       |
| 1   | Giustizia è fatta   | settembre 1994        | Giuseppe Di Bernardo / Andrea J. Polidori / Aureliano Di Carlo | Andrea J. Polidori                        | Giuseppe Di Bernardo                |
| 2   | Ingranaggi umani    | ottobre 1994          | Graziano Galletti                                              | Graziano Galletti                         | Simonetta Avanzato / Anna Filannino |
| 3   | Meclet! Meclet!     | novembre 1994         | Giuseppe Di Bernardo / Andrea J. Polidori                      | Giuseppe Di Bernardo / Andrea J. Polidori | Marco Turini                        |

### Seconda serie (Free Books / Edizioni Arcadia)
| Nr.    | Titolo                        | Data di pubblicazione | Soggetto                                      | Sceneggiatura                                 | Disegni                                                                 |
| ------ | ----------------------------- | --------------------- | --------------------------------------------- | --------------------------------------------- | ----------------------------------------------------------------------- |
| 0      | Ouverture                     | novembre 2004         | Giuseppe Di Bernardo                          | Giuseppe Di Bernardo                          | Giuseppe Di Bernardo / Jacopo Brandi                                    |
| 1      | Crimini dimenticati           | marzo/aprile 2005     | Giuseppe Di Bernardo / Francesco Matteuzzi    | Giuseppe Di Bernardo / Francesco Matteuzzi    | Michela Da Sacco / Michele Benevento                                    |
| 2      | La crociata dei bambini       | giugno 2005           | Giuseppe Di Bernardo / Andrea J. Polidori     | Giuseppe Di Bernardo / Andrea J. Polidori     | Marco Checchetto / Antonio Menin                                        |
| 3      | Minimi prodigi                | settembre 2005        | Giuseppe Di Bernardo                          | Giuseppe Di Bernardo                          | Michela Da Sacco                                                        |
| 4      | Rinata dal fuoco              | dicembre 2005         | Giuseppe Di Bernardo / Francesco Matteuzzi    | Giuseppe Di Bernardo / Francesco Matteuzzi    | Stefano Natali / Alfredo Orlandi                                        |
| 5      | Libri di sangue               | febbraio 2006         | Giuseppe Di Bernardo / Francesco Matteuzzi    | Giuseppe Di Bernardo / Francesco Matteuzzi    | Alessandro Scacchia / Daniele Statella / Andrea Borgioli                |
| 6      | Opera al nero                 | settembre 2005        | Giuseppe Di Bernardo                          | Giuseppe Di Bernardo                          | Andrea Fattori / Alessandro Vitti                                       |
| 7      | Le gabbie della mente         | settembre 2005        | Giuseppe Di Bernardo                          | Giuseppe Di Bernardo                          | Fabiano Ambu / Giuseppe De Luca                                         |
| extra  | Insonnia fatale               | settembre 2006        | Pierfrancesco Prosperi / Giuseppe Di Bernardo | Pierfrancesco Prosperi / Giuseppe Di Bernardo | Daniele Statella / Andrea Cuneo / Jacopo Brandi                         |
| 8      | Storie d'amore e altri demoni | ottobre 2006          | Giuseppe Di Bernardo / Francesco Matteuzzi    | Giuseppe Di Bernardo / Francesco Matteuzzi    | Andrea Fattori / Giuseppe De Luca                                       |
| 9      | Carne di pietra               | dicembre 2006         | Giuseppe Di Bernardo / Francesco Matteuzzi    | Giuseppe Di Bernardo / Francesco Matteuzzi    | Michela Da Sacco / Francesco Bonanno                                    |
| 10     | Terribilis est ocus iste      | settembre 2007        | Giuseppe Di Bernardo                          | Giuseppe Di Bernardo                          | Daniele Statella / Marco Fara / Fabiano Ambu                            |
| 1 (11) | La tana del lupo              | ottobre 2008          | Giuseppe Di Bernardo                          | Francesco Matteuzzi                           | Alessandro Parodi / Fabrizio Longo / Lucilla Stellato / Vincenzo Acunzo |
| 2 (12) | Il male dentro                | ottobre 2009          | Giuseppe Di Bernardo / Francesco Matteuzzi    | Francesca Da Sacco                            | Elena Cesana / Rossano Piccioni / Michela Da Sacco                      |
| 3 (13) | Opera al rosso                | ottobre 2010          | Giuseppe Di Bernardo / Francesco Matteuzzi    | Giuseppe Di Bernardo / Francesco Matteuzzi    | Emanuela Lupacchino / Lucilla Stellato                                  |

### Speciali
- - Sono tornata (1996, T.B.C. Presse)
  - Onda anomala (2001, Titivillus)
  - Re Linchetto (2002, Titivillus, in occasione di Comicstrip, salone del fumetto di Firenze)
  - Demoni d'amore negato (aprile 2002, Casacomix e le Donne del Fumetto Italiano; di Francesca Da Sacco e Michela Da Sacco)
  - Occhi dall'abisso (agosto 2006, in occasione de L'Insonne Day di Marina di Pietrasanta)
  - Il guardiano della torre (giugno 2007, Pretesto/Settegiorni Editore in occasione de L'Insonne Day di Serravalle Pistoiese)
  - Donare... ce l'abbiamo nel Sangue! (gennaio 2008, Avis provinciale di Padova. testi Francesca Da Sacco, disegni: Michela Da Sacco)
  - Presenze (maggio 2008, Edizioni Arcadia in occasione de L'Insonne Day di Manziana)
  - Anime mostruose (luglio 2009, Edizioni Arcadia in occasione de L'Insonne Day di Riminicomix)
  - L'Insonne + Maisha + Giada (speciale XXVII Fumettopoli 2009)
  - Il custode (contenuta nel magazine Arcadia presenta, ottobre 2009)
  - Notte bianca (aprile 2010, Edizioni Arcadia in occasione de L'Insonne Day di Firenze)
  - Rumori di fondo (agosto 2011, Edizioni Arcadia in occasione de L'Insonne Day di San Marino. Antologia di sette storie brevi. Autori vari) (2011)
  - Danza della dipendenza (giugno 2012, contenuta nella rivista Walhalla n. 12, ComixComunity. storia a colori)
  - Interferenze (settembre 2012, Edizioni Arcadia in occasione de L'Insonne Day di Bergamo. Antologia di storie brevi. Autori vari) (2012)
  - L'amore malato (2013, in occasione de L'Insonne Day di "Serravalle Noir")
  - Lui - L'Insonne incontra Diabolik (dicembre 2013) Diabolikclub. Francesco Polizzo e Alberto Gallo.
  - Vent'anni (ottobre 2014, Edizioni Arcadia in occasione di Lucca Comics and Games 2014. Autori vari) (2014)
  - L'Insonne e Jonathan Steele (maggio, 2015) In occasione di Rovigocomics (Autori vari)
  - Dampyr Speciale 12 - La porta dell'inferno (ottobre, 2016) cameo di Desdy Metus nella serie Dampyr (Moreno Burattini e Fabrizio Longo)
- L'Insonne webcomic:
  - n. 1: Morsi
  - n. 2: Il custode
  - n. 3: Danza della dipendenza
  - n. 4: Profumo di libertà
  - n. 5: Morte a piccole dosi
- Verticalismi:
  - n. 1: Ancora minimi prodigi (17 gennaio 2011)
  - n. 2: Cronide - Lezione calibro 9 (24 gennaio 2011)
  - n. 3: I delitti di una bimba mai nata (31 gennaio 2011)
  - n. 4: Miracoli (9 marzo 2011)
  - n. 5: Variabile di felicità (17 marzo 2011)
  - n. 6: Where I end and you begin (11 aprile 2011)
  - n. 7: Ora o mai (21 aprile 2011)
  - n. 8: Donare… ce l'abbiamo nel sangue (9 maggio 2011)
  - n. 9: Il grande fratello ti ama (13 giugno 2011)
  - n. 10: Polaroid (13 settembre 2011)
  - n. 11: Sequestro di persona (15 settembre 2011)
  - n. 12: Invisibile (20 settembre 2011)
  - n. 13: Ciò che piace (23 settembre 2011)
  - n. 14: Danza della dipendenza (25 ottobre 2011)
  - n. 15: Profumo di libertà (18 gennaio 2012)
  - n. 16: L'Insonne in pillole ep.01 (5 aprile 2012)
  - n. 17: L'Insonne in pillole ep.02 (20 aprile 2012)
  - n. 18: Morte a piccole dosi (10 maggio 2012)
  - n. 19: La due cavalli (6 giugno 2012)
  - n. 20: Il primo taglio è il più profondo (18 giugno 2012)
  - n. 21: L'Insonne in pillole ep.03 (4 luglio 2012)
  - n. 22: Ouverture (8 novembre 2012)
  - n. 23: Davvero - L'Insonne (22 novembre 2012)
  - n. 24: L'uomo che cercava i quadrifogli (5 dicembre 2012)
  - n. 25: Mura perimetrali (20 dicembre 2012)
  - n. 26: Thea - Incipt (16 aprile 2013)
  - n. 27: Ma che hanno da guardare? (21 maggio 2013)
  - n. 28: Le buchette del vino (9 luglio 2013)
  - n. 29: Lui (crossover con Diabolik) (8 ottobre 2013)
  - n. 30: La clessidra (27 novembre 2014)
  - n. 31: La notte della Rificolona (4 dicembre 2014)
  - n. 32: Baci e demoni a Natale (23 dicembre 2014)
  - n. 33: Il volto immortale (3 marzo 2015)
  - n. 34: Ultimo atto di dolore (12 marzo 2015)
  - n. 35: Giochi di bimba (13 maggio 2015)

## Altri media
Nel 2016 è stata presentata la trasposizione cinematografica della durata di 45 minuti dal titolo "L'Insonne - Ouverture" tratto dal numero zero della seconda serie a fumetti. La regia è di Alessandro Giordani ed è stato finanziato dal MiBACT (Ministero per i beni e le attività culturali e per il turismo) con Chiara Gensini nel ruolo di Desdemona e Francesco Montanari nel ruolo del Commissario Leone.
Nel 2011 i Vitruvians hanno realizzato il primo gioco di ruolo tratto dal fumetto, un'ambientazione GdR liberamente scaricabile.
Nel gioco si può interpretare un affiliato della Loggia Nera, della Fratellanza o schierarsi con Desdemona e gli altri personaggi del fumetto, e si può seguire/ostacolare i piani delle organizzazioni oppure cercare i misteriosi manufatti presentati nella serie.
Nel 2012 è uscita sul sito dei Vitruvians una avventura gdr, "L'Insonne/Cybio: Il progetto Volta" ispirata a una sceneggiatura inedita di Di Bernardo e Polidori. Essa ripropone i personaggi del fumetto assieme ad alcuni dell'ambientazione gdr "Cybio" presente nel manuale "Hyper Actions" ed è arricchita da alcune tavole inedite disegnate da Fabio D'Agata.
Dal 2005 L'Insonne è diventata anche un audiofumetto. Prodotti da Novaradio di Firenze e scaricabili gratuitamente dalla rete, gli audiofumetti de L'Insonne sono scritti dai vari autori della serie e in qualche caso anche semplici lettori. Si tratta di ventinove episodi in cui si possono ascoltare delle storie raccontate dalla viva voce di Desdemona Metus interpretata da Isabella Mancini.

## Altre apparizioni
Nel 2008, L'Insonne è stata testimonial per l'AVIS di Padova.
In un numero della serie a fumetti Cornelio l'amica del protagonista, Vanessa, cita l'Insonne affermando che una sua amica fa la speaker a Firenze e gliene capitano di tutti i colori.
Nel 2012, Desdy, in un episodio di sei pagine per il sito Verticalismi, riceve una telefonata da Martina, la protagonista di Davvero serie ideata da Paola Barbato. L'episodio, è stato in seguito pubblicato nell'albo speciale Vent'anni (Edizioni Arcadia) in occasione di Lucca Comics and Games 2014, insieme ad altre storie inedite e già pubblicate on line, realizzate da autori vari.
Desdemona è co-protagonista dell'albo Speciale Dampyr n. 12 (ottobre 2016), scritto da Moreno Burattini e disegnato da Fabrizio Longo ed ambientato a Firenze.